# Brunton House

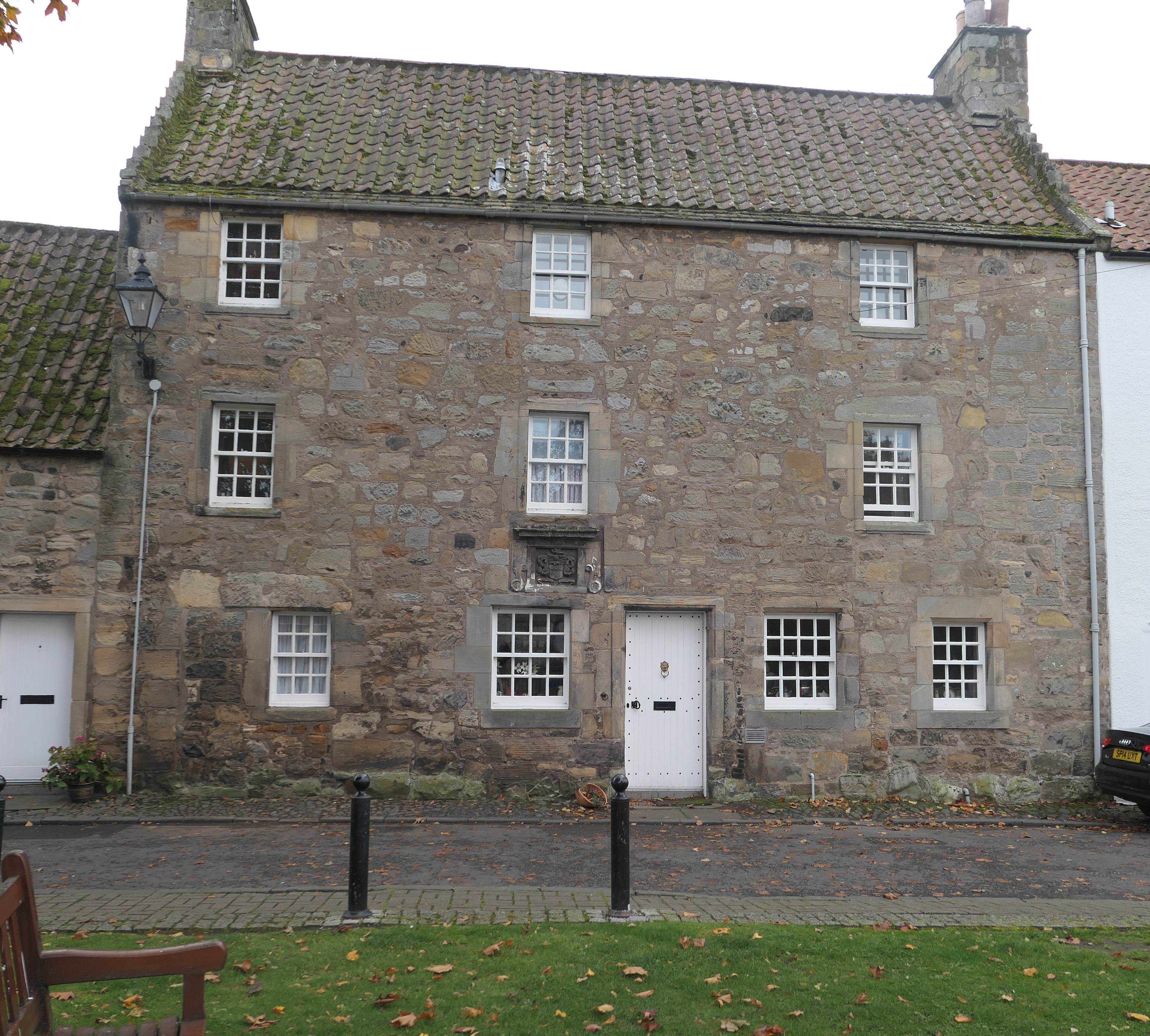
Brunton House

Brunton House ist ein Wohngebäude in der schottischen Ortschaft Falkland in der Council Area Fife. 1971 wurde das Bauwerk als Einzeldenkmal in die schottischen Denkmallisten in der höchsten Denkmalkategorie A aufgenommen.

## Geschichte
Brunton House wurde im Jahre 1712 errichtet. Erbauer war die Familie Sunson of Brunton, eine Falknerfamilie. In den 1880er Jahren erwarb John Crichton-Stuart, 3. Marquess of Bute das Herrenhaus House of Falkland außerhalb der Ortschaft. Er ließ Brunton House zur Dorfschule umgestalten. Die Arbeiten führte der schottische Architekt Robert Weir Schultz aus, der auch die Überarbeitung des House of Falkland leitete. Abermals wurde Brunton House 1971 restauriert.

## Beschreibung
Das dreistöckige Wohngebäude steht an der Brunton Street im Zentrum von Falkland. Sein Mauerwerk besteht aus grob behauenem Bruchstein, der zu einem rohen Schichtenmauerwerk verbaut wurde. Die asymmetrisch aufgebaute nordostexponierte Hauptfassade entlang der Straße ist in den Obergeschossen drei Fenster weit. Eine eingesetzte Platte zeigt das Familienwappen und weist das Baujahr von Brunton House aus. Aus der rückwärtigen Fassade tritt ein Treppenturm heraus. Dieser ist ebenso mit einem schlichten Staffelgiebel gestaltet wie beide Giebel von Brunton House. Das abschließende Dach ist mit Dachpfannen eingedeckt. Fragmente einer Schiefereindeckung sind auffindbar.